# سیارک ۶۷۵۷
سیارک ۶۷۵۷ (به انگلیسی: 6757 Addibischoff، نامگذاری:1979SE15) شش هزار و هفتصد و پنجاه و هفتمین سیارک کشف شده‌است که در ۲۰ سپتامبر ۱۹۷۹ کشف شد.
قدر مطلق سیارک برابر ۳۳.۸ است.